# ナイジェリアの声
ナイジェリアの声（ナイジェリアのこえ、Voice of Nigeria、VON）はナイジェリアの国際放送である。

## 歴史
1961年放送開始。当時のナイジェリア放送協会（現在のナイジェリア連邦放送）の外郭機関として設立された。

## 受信報告書
受信報告書は電子メールでも受け付けている。

## 言語
- 英語
- フランス語
- アラビア語
- スワヒリ語
- ハウサ語